# Bistorta vacciniifolia
Bistorta vacciniifolia är en slideväxtart som först beskrevs av Nathaniel Wallich och Meisner, och fick sitt nu gällande namn av Edward Lee Greene. Bistorta vacciniifolia ingår i släktet ormrötter, och familjen slideväxter. Inga underarter finns listade i Catalogue of Life.